# Malissa Sherwood Dayle
Malissa Sherwood Dayle (ur. 11 października 1979) – amerykańska zapaśniczka. Złoty medal na mistrzostwach panamerykańskich w 2000. Od 2007 zawodniczka MMA. 3 zwycięstwa i dwie porażki.